# Tage Schack
Peter Tage Schack (født 13. maj 1892 i Gudum, død 10. april 1945 på Amager) var en dansk præst, der var medstifter af og aktiv i Tidehverv. Han blev skudt af HIPO-folk.
Schack var søn af sognepræst Albert Schack og Louise Augusta Olivarius og døbt 12. juni i Gudum Kirke. Han blev cand.theol. i 1918 og var ansat som lønnet sekretær i Studenterforbundet 1918-1925. 
Schack var fra 1929-1938 præst ved Filips Kirke på Amager og blev i 1944 ansat som præst ved den nyåbnede Simon Peters Kirke. Han var medudgiver af bladet Tidehverv fra 1926 til sin død og havde klummen "Eversharp".
Han ægtede Johanne Dorthea Nybølle den 5. marts 1939.
Schack blev skudt af HIPO-folk kort før krigens afslutning, fordi han nægtede at holde en foreskreven tale ved en stikkerbegravelse. Natten mellem 9. og 10. april 1945 blev han myrdet på Amager Strandvej ud for Italiensvej grundet en ligprædiken, som han dagen før havde holdt over en kvindelig stikker, der var likvideret på Sundby Hospital af den danske modstandsbevægelse. Schack havde over for afdødes pårørende nægtet at rose moderen i sin ligtale.
Han er begravet på Sundby Kirkegård. Der er rejst en mindesten for præsten ved Simon Peters Kirke.

## Udvalgte værker
- Prædikener af Tage Schack, 1945.
- Afhandlinger, 1947.
- Eversharp, 1947.
- Johann Georg Hamann, 1948 (ufuldendt biografi).